# Stazione di Genova Bolzaneto
La stazione di Genova Bolzaneto è una stazione posta sulla Ferrovia Torino-Genova. Serve la delegazione di Bolzaneto, quartiere della città di Genova. Era punto di origine della ferrovia Genova Bolzaneto-Genova Sampierdarena dismessa nel 2007.
L'impianto dal 1º luglio 2001 è gestito da Rete Ferroviaria Italiana società del gruppo FS.

## Storia
La stazione, in origine denominata semplicemente "Bolzaneto", entrò in servizio all'attivazione del tronco ferroviario da Busalla a Genova, avvenuto il 18 dicembre 1853.
Nel 1926, in conseguenza dell'aggregazione a Genova dei comuni limitrofi, assunse la nuova denominazione di "Genova Bolzaneto".
A seguito della costruzione del ponte di collegamento tra la stazione di Genova Bolzaneto e Genova Trasta e la ricostruzione del fabbricato viaggiatori  avvenuta nel 1938 su progetto dell'architetto Roberto Narducci, la stazione divenne capolinea della Ferrovia Genova Bolzaneto-Genova Sampierdarena, offrendo inizialmente un servizio viaggiatori dedicato anche a quella linea, che a seguito dell'attivazione della gestione in Dirigenza Unica tra Bolzaneto e Campi, avvenuta nel 1958, venne soppresso.
Il passaggio a livello antistante il fabbricato viaggiatori il 12 febbraio 2018 fu chiuso definitivamente per consentire la realizzazione di un sottopassaggio pedonale.

## Strutture ed impianti
La stazione, completamente ricostruita nel 1938 dispone di un fabbricato viaggiatori e un piazzale composto da 3 binari a servizio dei viaggiatori. 
Il primo binario, di norma, viene utilizzato dai treni in direzione Genova Rivarolo; il secondo binario, di norma, viene utilizzato dai treni in direzione Genova Pontedecimo; il terzo binario, utilizzato fino al 1958 come capolinea della Ferrovia Genova Bolzaneto-Genova Sampierdarena ad oggi viene utilizzato per eventuali precedenze.

## Movimento
La fermata è servita dai treni regionali, della relazioni Genova-Busalla-Arquata Scrivia-Novi Ligure svolta da Trenitalia nell'ambito del contratto di servizio stipulato con la Regione Liguria.

## Servizi
La stazione, che RFI classifica di categoria silver, dispone di:
- Biglietteria Self-Service di Trenitalia[7]
- Spazi per l'attesa
- Servizi igienici
- Bar, caffetteria, ristorazione
- Distributori automatici di snack e bevande
- Telefono pubblico di Telecom italia[8]

## Interscambio
- Fermata autobus

Dal piazzale antistante la stazione transitano diversi servizi di TPL gestite da AMT.